# Кондусла (посёлок)
Кондусла — посёлок в Куйбышевском районе Новосибирской области. Административный центр Осиновского сельсовета.

## География
Площадь посёлка — 115 гектаров.

## История
В 1976 году указом Президиума Верховного Совета РСФСР посёлок фермы № 1 совхоза «Осиновский» переименован в Кондусла.

## Население
| 2002 | 2007 | 2010 |
| ---- | ---- | ---- |
| 576  | ↘535 | ↘415 |

## Инфраструктура
В посёлке по данным на 2007 год функционируют 1 учреждение здравоохранения и 1 учреждение образования.